# Judith Zeidler
Judith Zeidler, född den 11 maj 1967 i Beeskow i Tyskland, är en östtysk och senare tysk roddare. Zeidler tog OS-brons i fyra utan styrman i samband med de olympiska roddtävlingarna 1992 i Barcelona.